# Альтура (Кастельйон)
Альтура (ісп. Altura) — муніципалітет в Іспанії, у складі автономної спільноти Валенсія, у провінції Кастельйон. Населення — 3949 осіб (2010).

## Географія
Муніципалітет розташований на відстані близько 280 км на схід від Мадрида, 42 км на захід від міста Кастельйон-де-ла-Плана.
На території муніципалітету розташовані такі населені пункти: (дані про населення за 2010 рік)
- Альтура: 3941 особа
- Конвенто: 8 осіб
- Ла-Куева-Санта: 0 осіб

## Демографія
Динаміка населення (INE ):

## Галерея зображень

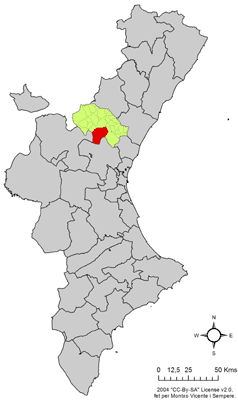
Розташування муніципалітету Альтура у автономній спільноті Валенсія
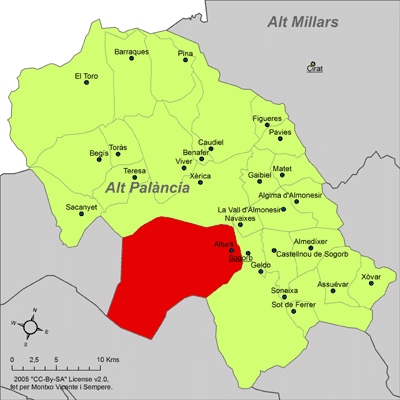
Розташування муніципалітету Альтура у комарці Альто-Палансія
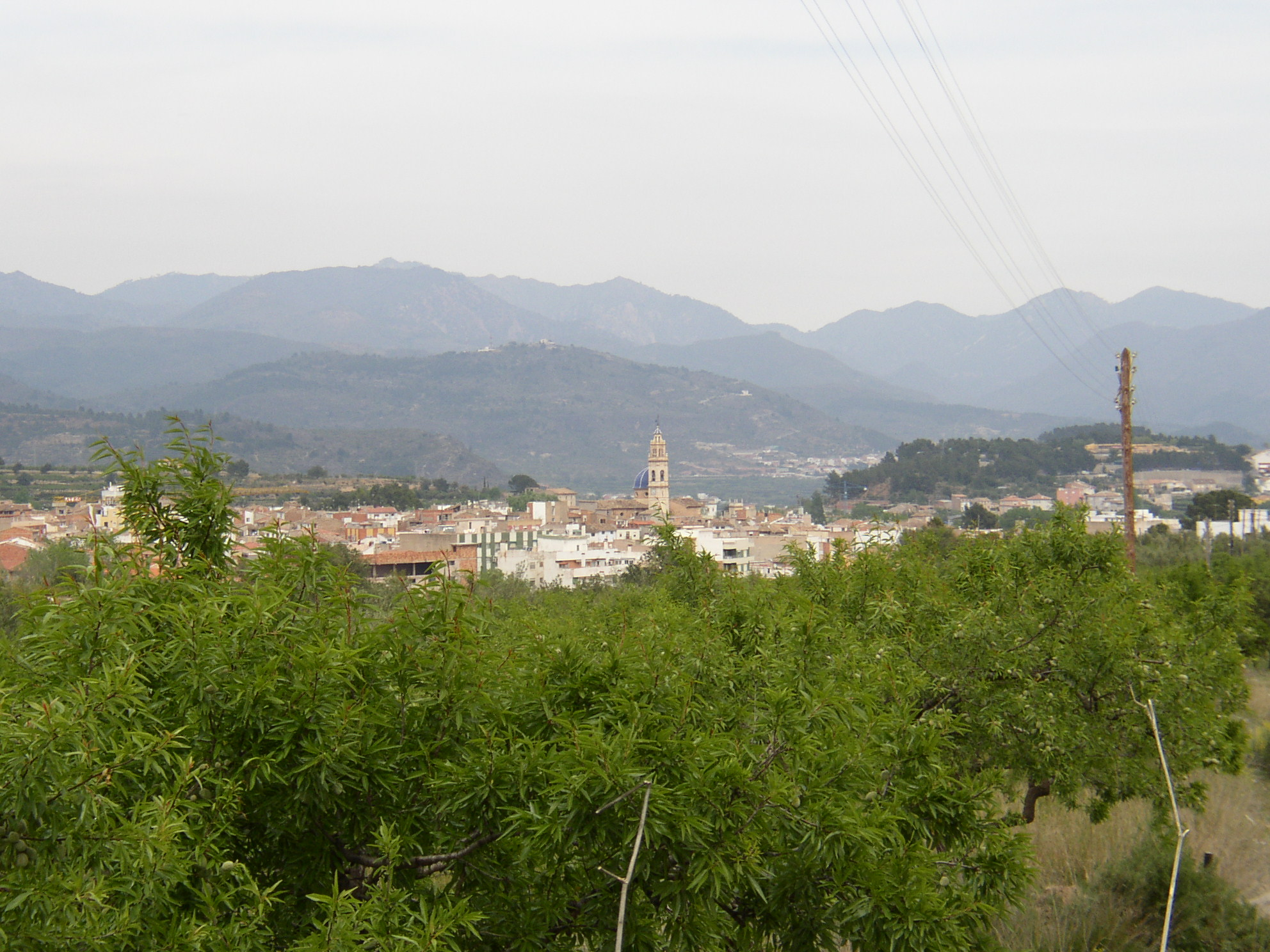
Панорама